# Tarence Kinsey
Tarence Kinsey (Tampa, 21 maart 1984) is een Amerikaanse basketballer die sinds 5 januari 2008 onder contract staat bij Fenerbahçe Ülker. Hij komt bij de Turkse club uit in de Türkiye Basketbol Ligi. De shooting-guard is 2,01 meter lang en 86 kilogram zwaar. Hij draagt nummer 22 bij Fenerbahçe Ülker.
Tarence Kinsey kwam, net als ploeggenoot Will Solomon, eerder uit voor de Memphis Grizzlies uit de NBA. De Amerikaan basketbalde voorheen ook bij de University of South Carolina.